# Ngatea
La ville de Ngatea est une petite localité de la plaine d’Hauraki (en) dans l’Île du Nord de la Nouvelle-Zélande.

## Situation
Elle est localisée à 18 kilomètres au sud-ouest de la ville de Thames et à 70 kilomètres au sud-est de la cité d’Auckland.
Ngatea siège sur le trajet du fleuve Piako, à huit kilomètres au sud de son embouchure dans la Firth of Thames.

## Activités économiques
Ngatea est un centre de service pour le secteur de fermes de la plaine d’Hauraki (en).
Elle fut fondée en 1900 comme le résultat unique d’une série de canaux et de digues, qui permettaient de drainer les terres et fournir des riches terrains agricoles pour la production du lait.

## Accès
La ville sert aussi de ville de service pour les automobilistes voyageant d’Auckland vers la péninsule de Coromandel et la Baie de l'Abondance via la route State Highway 2/S H 2 (en).

## Population
Ngatea a une population de1 245 habitants selon le recensement de 2013 en Nouvelle-Zélande, en augmentation de 78 personnes depuis celui de 2006.
Il y avait 582 hommes et 666 femmes.
On notait 90,5 % d’origine Européenne/Pākehā, 13,8 % étaient Māori, 1,3 % étaient d’origine des îles du Pacifique et 2,0 % étaient asiatiques .

## Éducation
Ngatea a deux écoles, “Hauraki Plains College” (avec un effectif de 778 élèves en mars 2019 et la « Ngatea Primary School» (avec un effectif 337 élèves en mars 2019